# CYP4F3
CYP4F3 (англ. Cytochrome P450 family 4 subfamily F member 3) – білок, який кодується однойменним геном, розташованим у людей на короткому плечі 19-ї хромосоми. Довжина поліпептидного ланцюга білка становить 520 амінокислот, а молекулярна маса — 59 847.
| 10         |  | 20         |  | 30         |  | 40         |  | 50         |
| ---------- |  | ---------- |  | ---------- |  | ---------- |  | ---------- |
| MPQLSLSSLG |  | LWPMAASPWL |  | LLLLVGASWL |  | LARILAWTYT |  | FYDNCCRLRC |
| FPQPPKRNWF |  | LGHLGLIHSS |  | EEGLLYTQSL |  | ACTFGDMCCW |  | WVGPWHAIVR |
| IFHPTYIKPV |  | LFAPAAIVPK |  | DKVFYSFLKP |  | WLGDGLLLSA |  | GEKWSRHRRM |
| LTPAFHFNIL |  | KPYMKIFNES |  | VNIMHAKWQL |  | LASEGSARLD |  | MFEHISLMTL |
| DSLQKCVFSF |  | DSHCQEKPSE |  | YIAAILELSA |  | LVTKRHQQIL |  | LYIDFLYYLT |
| PDGQRFRRAC |  | RLVHDFTDAV |  | IQERRRTLPS |  | QGVDDFLQAK |  | AKSKTLDFID |
| VLLLSKDEDG |  | KKLSDEDIRA |  | EADTFMFEGH |  | DTTASGLSWV |  | LYHLAKHPEY |
| QERCRQEVQE |  | LLKDREPKEI |  | EWDDLAQLPF |  | LTMCIKESLR |  | LHPPVPAVSR |
| CCTQDIVLPD |  | GRVIPKGIIC |  | LISVFGTHHN |  | PAVWPDPEVY |  | DPFRFDPKNI |
| KERSPLAFIP |  | FSAGPRNCIG |  | QAFAMAEMKV |  | VLGLTLLRFR |  | VLPDHTEPRR |
| KPELVLRAEG |  | GLWLRVEPLS |  |            |  |            |  |            |

A: Аланін

C: Цистеїн

D: Аспарагінова кислота

E: Глутамінова кислота

F: Фенілаланін

G: Гліцин

H: Гістидин

I: Ізолейцин

K: Лізин

L: Лейцин

M: Метіонін

N: Аспарагін

P: Пролін

Q: Глутамін

R: Аргінін

S: Серин

T: Треонін

V: Валін

W: Триптофан

Кодований геном білок за функцією належить до оксидоредуктаз. 
Задіяний у таких біологічних процесах, як метаболізм ліпідів, альтернативний сплайсинг. 
Білок має сайт для зв'язування з іонами металів, іоном заліза, гемом, НАДФ. 
Локалізований у мембрані, ендоплазматичному ретикулумі, мікросомах.